# Petr Uhl
Petr Uhl (ur. 8 października 1941 w Pradze, zm. 1 grudnia 2021 tamże) – czeski dysydent, sygnatariusz Karty 77, dziennikarz, obrońca praw człowieka, więzień polityczny, po 1989 polityk, poseł Izby Ludu Zgromadzenia Federalnego, dyrektor generalny Czechosłowackiej Agencji Prasowej ČTK (1990–1992).

## Życiorys
W 1958 ukończył szkołę średnią, w 1963 studia na Wydziale Mechanicznym Politechniki w Pradze. Po studiach pracował jako konstruktor, referent ds. patentów i nauczyciel w szkole zawodowej.
Od lat 60. był związany z lewicowymi środowiskami intelektualnymi (trockistami, maoistami), nie chciał natomiast wstąpić do Komunistycznej Partia Czechosłowacji, uważając ją za niezdolną do wewnętrznej reformy. Angażował się natomiast w działalność Stowarzyszenia Opinii Lewicowych (Názorové sdružení levice), którego liderem był Egon Bondy. Od 1967 wspierał niezależny ruch studencki. Pod koniec 1968 założył Ruch Młodzieży Rewolucyjnej, który występował przeciwko procesowi tzw. normalizacji. Pod koniec 1969 został aresztowany i w 1971 skazany na karę 4 lat pozbawienia wolności za „próbę obalenia republiki”. Po wyjściu z więzienia w 1973 pracował jako projektant, równocześnie publikował w trockistowskiej prasie w zachodniej Europie. W sierpniu 1974 poślubił Annę Šabatovą.
Należał do pomysłodawców Karty 77, był jednym z sygnatariuszy ogłoszonej w styczniu 1977 Deklaracji Karty 77. Został w związku z tym we wrześniu 1977 zwolniony z pracy. Na początku 1978 założył pismo Informace o Chartě 77, w kwietniu 1978 został jednym z założycielem Komitetu Obrony Niesprawiedliwie Prześladowanych. W maju 1979 został aresztowany, razem z m.in. Václavem Havlem, Václavem Bendą, Jiřím Dienstbierem, Daną Nĕmcovą, następnie skazany na karę 5 lat pozbawienia wolności. Zwolniony w maju 1984, podjął pracę jako palacz.
Po zwolnieniu kontynuował działalność opozycyjną, m.in. współpracował z opozycją polską i węgierską, kontynuował wydawanie Informace o Chartě 77. Od 1985 do 1991 należał do IV Międzynarodówki. Był jednym z założycieli i działaczem Solidarności Polsko-Czechosłowackiej reaktywowanej w 1987, współzałożycielem Czechosłowackiego Komitetu Helsińskiego (1988) i Wschodnioeuropejskiej Agencji Informacyjnej (1988). Uczestniczył w protestach podczas aksamitnej rewolucji, 20 listopada 1989 został zatrzymany w związku z ogłoszeniem fałszywej, jak się później okazało, informacji o śmierci w czasie demonstracji studenckiej Martina Šmída, zwolniono go 26 listopada 1989.
W grudniu 1989 został członkiem Centrum Koordynacyjnego Forum Obywatelskiego, w ramach Forum działał w Lewicowej Alternatywie. W latach 1990–1992 był posłem Izby Ludu Zgromadzenia Federalnego. Po rozpadzie Forum należał do Ruchu Obywatelskiego. Od lutego 1990 do września 1992 był dyrektorem Czechosłowackiej Agencji Prasowej ČTK, do 1994 pracował tam jako redaktor, w latach 1994–1996 był też redaktorem naczelnym pisma „Listy”, w latach 1996–1998 członkiem redakcji dziennika Právo. W 1993 na znak protestu przeciwko rozpadowi Czechosłowacji przyjął obywatelstwo słowackie, co wiązało się z automatyczną utratą obywatelstwa czeskiego. To ostatnie przywrócił mu jednak później Sąd Najwyższy.
W latach 1991–2000 był członkiem grupy roboczej Komisji Praw Człowieka ONZ, zajmującej się nieuzasadnionymi zatrzymaniami. W 1998 został pełnomocnikiem rządu czeskiego ds. praw człowieka, pełnił także funkcję przewodniczącego Komitetu Rady Ministrów ds. Narodowości i Komisji Międzyresortowej ds. Społeczności Romskiej. Z funkcji tych zrezygnował w 2001, po tym jak jego żona, Anna Šabatová została zastępcą rzecznika praw obywatelskich. Od 2001 do 2006 publikował w dzienniku Pravo.
W latach 2002–2007 był członkiem Partii Zielonych. W 2002 został przewodniczącym Komitetu Przeciwko Torturom stanowiącego organ doradczy Rady Praw Człowieka (przy rządzie czeskim), w 2004 został przedstawicielem rządu czeskiego w radzie European Monitoring Centre on Racism and Xenophobia stanowiącej organ doradczy Komisji Europejskiej. W 2006 został członkiem Rady Praw Człowieka, zajmował się tam przede wszystkim więziennictwem. W latach 2003–2009 był członkiem Rady Telewizji Czeskiej.
W 2000 został odznaczony Krzyżem Oficerskim Orderu Zasługi RP, w 2006 został Kawalerem Legii Honorowej, w 2008 otrzymał Europejską Nagrodę Karola IV przyznawaną przez Ziomkostwo Sudeckoniemieckie.